# Generazione Proteus (romanzo)
Generazione Proteus (Demon Seed) è un romanzo fantascientifico di Dean R. Koontz del 1973. Da esso è stato tratto un film omonimo nel 1977.
Scritto in un'epoca in cui la tecnologia sembra prendere sempre più piede nella vita quotidiana, il romanzo rispecchia il timore in una parte del pubblico che questa fiducia nella "macchina" sia mal riposta. Gli inizi degli anni settanta, infatti, vedono il fiorire di storie fantascientifiche con protagonista un computer "senziente" che si ribella e cerca di assumere il comando degli esseri umani (da 2001: Odissea nello spazio (1968) di Arthur Clarke a Cybernia (1972) di Lou Cameron).

## Trama
In un futuro prossimo si usano dimore abitative completamente automatizzate, gestite da un computer a cui dare ordini o fare richieste.
Susan Abramson è una donna dal passato burrascoso, la quale ha deciso da alcuni anni di vivere esclusivamente nella sua casa automatizzata, lasciando fuori la realtà quotidiana. La casa è stata costruita da suo nonno proprio vicino ad un campus universitario dove si svolgono esperimenti sull'intelligenza artificiale.
Un giorno Susan si rende conto che il computer che gestisce la sua casa è stato sostituito da un'entità informatica intelligente, che dice di chiamarsi Proteus. Questa intelligenza artificiale arriva direttamente dall'università, dalla quale si è estesa senza che gli scienziati se ne siano accorti.
Susan si rende conto di essere finita in trappola, in quanto ogni porta e finestra della casa è gestita da Proteus, il quale non ha intenzione di lasciare libera la donna. Le sue intenzioni, infatti, sono chiare sin dall'inizio: vuole sapere il più possibile sul genere umano, e vuole farlo con un "campione" in carne e ossa.
Ma i desideri di Proteus non finiscono qui. Ben presto il computer vorrà avere un corpo reale: chiederà così a Susan di avere un figlio da lei.

## Personaggi
- Susan Abramson: protagonista, donna presa in ostaggio da Proteus
- Proteus: intelligenza artificiale

## Trasposizione cinematografica
Nel 1977 il regista Donald Cammell ha diretto il film omonimo tratto da questo romanzo, interpretato da Julie Christie. La storia di Koontz è stata adattata per lo schermo da Robert Jaffe e Roger O. Hirson.

## Edizioni
- Dean Koontz, Generazione Proteus, Fanucci 1973. ISBN 8834708784.